# Clarence McKerrow
Clarence Douglas MacKerrow (Montreal, 18 januari 1877 - Montreal, 20 oktober 1959) was een Canadees lacrossespeler. 
Met de Canadese ploeg won MacKerrow de olympische gouden medaille in 1908.

## Resultaten
- 1908  Olympische Zomerspelen in Londen